# بوگدان استلیا
بوگدان گئورگی استلیا (رومانیایی: Bogdan Gheorghe Stelea؛ زادهٔ ۱۵ دسامبر ۱۹۶۷) یک بازیکن فوتبال، و دروازه‌بان (فوتبال) اهل رومانی است.
از باشگاه‌هایی که در آن بازی کرده‌است می‌توان به دینامو بخارست، استاندارد لیژ، استوا بخارست، راپید بخارست، و رئال مایورکا اشاره کرد.
وی همچنین در تیم ملی فوتبال رومانی بازی کرده‌است.